# ماري دوغلاس
ماري دوغلاس (بالإنجليزية: Mary Douglas)‏ (و. 1921 – 2007 م) هي كاتِبة، وأستاذ جامعي، وعالمة الإنسان، من المملكة المتحدة، ولدت في سانريمو، وكانت عضوةً في الأكاديمية البريطانية، والأكاديمية الأمريكية للفنون والعلوم، توفيت في لندن، عن عمر يناهز 86 عاماً.

## التعليم
تعلمت في كلية القديسة حنة ‏، وWoldingham School ‏.

## جوائز
حصلت على جوائز منها:
- جائزة جون ديزموند برنال [الإنجليزية]‏ (1994)
- قائدة رتبة الإمبراطورية البريطانية.

## روابط خارجية
- ماري دوغلاس على موقع الموسوعة البريطانية (الإنجليزية)
- ماري دوغلاس على موقع الموسوعة البريطانية (الإنجليزية)